# Збур'ївка (річка)
Збур'ївка (рос. Збурьевка) — річка в Україні у Голопристанському районі Херсонської області. Лівий рукав річки Конки (басейн Чорного моря).

## Опис
Довжина річки приблизно 6,73 км, найкоротша відстань між витоком і гирлом — 4,39  км, коефіцієнт звивистості річки — 1,53 . Формується декількома безіменними струмками та загатами.

## Розташування
Витікає з лівого берегу річки Конки на західній стороні від міста Гола Пристань. Тече переважно на південний захід через озеро Печене (колишнє озеро Петрове) і на північно-східній стороні від села Стара Збур'ївка впадає у озеро Устя.

## Цікавий факт
- На лівому березі річки розташована Голопристанська виправна колонія № 7[2].